# Robert E. Simanek
Robert Ernest Simanek (Detroit, 26 de abril de 1930 - Novi, 1 de agosto de 2022) fue un infante de marina de los Estados Unidos y recibió la más alta condecoración militar de los Estados Unidos, la Medalla de Honor, por sus acciones durante la Guerra de Corea.

## Primeros años
Nació en Detroit, Michigan, el 26 de abril de 1930. Se graduó de la escuela preparatoria allí en 1948 y trabajó para Ford Motor Company y General Motors, antes de unirse al Cuerpo de Marines de los Estados Unidos el 13 de agosto de 1951.

## Cuerpo de Marines
Completando el entrenamiento de reclutas en Marine Corps Recruit Depot Parris Island, Carolina del Sur, en octubre de 1951, Simanek fue enviado a Camp Pendleton, California, al mes siguiente. Después de un entrenamiento adicional en Camp Pendleton, navegó hacia Corea en abril de 1952 y se unió a la Compañía F, 2.º Batallón, 5.º Infantería de Marina el 6 de mayo. Había ganado dos estrellas de batalla en el momento de su acción Medalla de Honor.
Simanek estaba sirviendo con la 1.ª División de Marines, cuando ocurrió la acción el 18 de agosto de 1952, durante la Batalla de Bunker Hill. Su patrulla se había adelantado bastante a las líneas amigas para ocupar un puesto de avanzada cuando los marines se encontraron con una trampa. Se arrojó sobre una granada enemiga para salvar a sus compañeros y resultó gravemente herido en las piernas.
Simanek recibió tratamiento médico a bordo del buque hospital USS Haven y en Japón antes de ser devuelto a los Estados Unidos en septiembre de 1952. Luego fue hospitalizado en Mare Island, California, y en la Estación Naval de los Grandes Lagos, Illinois, hasta que fue incluido en la lista de jubilados por discapacidad temporal, el 1 de marzo de 1953.
La Medalla de Honor le fue entregada por el presidente Dwight D. Eisenhower en una ceremonia en la Casa Blanca el 27 de octubre de 1953. Fue el 36º infante de marina en recibir la medalla en la Guerra de Corea.
Además de la Medalla de Honor, Simanek también recibió el Corazón Púrpura, la Medalla de Servicio de Corea con dos estrellas de servicio de bronce, la Medalla de Servicio de las Naciones Unidas y la Medalla del Servicio de Defensa Nacional.

## Vida personal
Simanek se casó con Nancy Middleton en 1956. Permanecieron casados hasta su muerte en 2020. Juntos, tuvieron una hija, Ann.
Después de retirarse del ejército, Simanek obtuvo una licenciatura en administración de empresas de la Universidad Estatal de Wayne. Luego fue empleado en la industria automotriz y por la Agencia Federal de Pequeños Negocios. Falleció el 1 de agosto de 2022 en Novi, Michigan. Tenía 92 años.
Su muerte deja solo 65 receptores vivos de la Medalla de Honor.

### Mención de la Medalla de Honor
La mención oficial de la Medalla de Honor de Simanek dice:

Por conspicua valentía e intrepidez a riesgo de su vida por encima y más allá del llamado del deber mientras prestaba servicio en la Compañía F, 2.º Batallón, 5.º Regimiento de Infantería de Marina, 1.ª División de Infantería de Marina, en acción contra las fuerzas agresoras enemigas en Corea el 17 de agosto de 1952. Mientras acompañaba a una patrulla en ruta para ocupar un puesto avanzado de combate por delante de las líneas amigas, el soldado raso de primera clase Simanek exhibió un alto grado de coraje y un decidido espíritu de sacrificio en la protección de las vidas de sus compañeros marines. Con su unidad emboscada por una intensa concentración de fuego enemigo causado por morteros y armas pequeñas, y sufriendo muchas bajas, se vio obligado a buscar refugio con los miembros restantes de la patrulla en la línea de trincheras cercana. Decidido salvar a sus compañeros cuando una granada hostil fue lanzada en medio de ellos, sin vacilar se arrojó sobre el explosivo mortal, absorbiendo la violencia devastadora de la carga explosiva en su propio cuerpo y protegiendo a sus compañeros marines de graves daños, lesión o muerte. Gravemente herido como resultado de su heroica acción, el soldado de primera clase Simanek, por su audaz iniciativa y gran valor personal frente a una muerte casi segura, sirvió para inspirar a todos los que lo observaron y defendieron las más altas tradiciones del Servicio Naval de los Estados Unidos.

El 15 de enero de 2021, el Secretario de Marina anunció que la Base Marítima Expedicionaria ESB-7 se llamaría USS Robert E. Simanek.